# آني ناولين سافري
كانت آني ناولين سافري (اسمها قبل الزواج آني ناولين، 1831، لندن - 14 أبريل 1891، نيويورك) ناشطة أمريكية في مجال حق المرأة بالاقتراع ورائدة في الأعمال الخيرية، اتخذت من دي موين في آيوا مستقرًا لها. اشتهرت بكونها نسوية رائدة وناشطة في مجال حق المرأة بالاقتراع. بدأت مشاركتها في حركة حق المرأة بالاقتراع في ستينيات القرن التاسع عشر، وتسلمت القيادة في المقاطعة والولاية، فتحدثت على نطاق واسع وساعدت على تأسيس منظمات لدعم الحركة.
وبعد إلغاء مشروع قانون لتعديل دستور الولاية من أجل حق المرأة بالاقتراع في 1872، عملت سافري حيال قضايا مدنية أخرى. تبرعت لمكتبة المدينة العامة، وساعدت على تأسيس أول مستشفى عام في المدينة. وفي عام 1875، كانت سافري وزميلتها في الفصل أول امرأتين تتخرجان في كلية الحقوق بجامعة آيوا، حيث درست حقوق النساء المتزوجات. واجتازت امتحان مزاولة المحاماة وحصلت على ترخيص للمثول أمام المحكمة العليا. أُدرجت سافري بعد وفاتها في قاعة مشاهير النساء في آيوا عام 1997.

## مسيرتها المهنية
اشتهرت سافري بكونها نسوية رائدة وبمشاركتها السباقة في حركة حق المرأة بالاقتراع في ولاية آيوا، بدءًا من ستينيات القرن التاسع عشر. ألقت أول خطاب لها حول حق المرأة بالاقتراع في يناير 1868 في دي موين. وساعدت لاحقًا في عام 1870 على تأسيس أول جمعية تطالب بحق المرأة في الاقتراع في مقاطعة بولك بآيوا.
وخلال سبعينيات القرن التاسع عشر، كانت عضوًا في اللجنة التنفيذية للجمعية الوطنية لحق المرأة بالاقتراع. فعملت سافري بشكل وثيق مع قياديات مثل لوسي ستون وإيزابيلا بيتشر هوكر وإليزابيث كادي ستانتون وسوزان بي. أنتوني. وعندما تعاونت ستانتون وأنتوني مع فيكتوريا وودهل، التي دعمت حركة الحب الحر، تلقت هذه الشراكة آراء سلبية، خاصة في ولاية آيوا المحافظة. واكتسبت وودهل شهرة وطنية بعد شهادتها أمام الكونغرس حول حق المرأة بالاقتراع. حاولت سافري اجتياز العراقيل، واستمرت في التأكيد على أن النساء يمكن أن يدعمن حقوق المرأة بشكل مستقل عن آرائهن حول قضايا جانبية مثل الحب الحر.
أُقر مشروع قانون حق المرأة بالاقتراع في ولاية آيوا من خلال اللجنة عام 1870 بهدف تعديل دستور الولاية. ولو جرت الموافقة عليه لمرة ثانية في الجلسة التالية، فسيُطرح مشروع قانون تعديل دستور الولاية للتصويت على العامة. ناقشه المجلس التشريعي للولاية بكامل هيئته في 1872، وأدى الجدل حول وودهل وأنصار الحب الحر في الحركة النسائية إلى عرقلة الدعم اللازم. لم يُمرر مشروع القانون لمرة ثانية. وبعد ذلك تراجع العديد من الناشطين في الولاية، وسيطر المحافظون على الحركة. وسحبوا الدعم عن سافري كمتحدثة باسمهم. لم يُقترح أي مشروع قانون بشأن حق المرأة بالاقتراع في ولاية آيوا مرة أخرى حتى عام 1916، أي قبيل سنوات من إقرار التعديل الدستوري الوطني في 1919، الذي يمنح المرأة حق التصويت.
حولت سافري جهودها إلى مجالات أخرى، فعملت شريكة مالية في تأسيس عملٍ بتربية النحل عام 1871 مع إلين سميث توبر. أُبقي على النحل في ملكية سافري في جادة غراند. تبرعت سافري أيضًا لمكتبة دي موين العامة وبدأت برنامجًا يُعنى بالمنح الدراسية للنساء في كلية آيوا، التي تدعى اليوم كلية غرينيل. ساعدت على إصلاح الظروف الحياتية في سجن المقاطعة.
وبعد أن احترق مسكن عائلة سافري في الغراند عام 1874، انتقلوا إلى جناحٍ في فندقهم. التحقت سافري بكلية الحقوق في جامعة آيوا وكانت واحدة من امرأتين في صفها؛ تخرجت بمرتبة الشرف العليا في 1875. وكانتا أول امرأتين تتخرجان في كلية الحقوق في الولاية. نجحت سافري في اجتياز امتحان المحاماة، وكانت من بين أوائل النساء اللاتي حصلن على رخصة للمثول أمام المحكمة العليا. لم تنو ممارسة المحاماة، إنما كانت ترغب بمعرفة المزيد عن حقوق المرأة المتزوجة، وأن توضح للنساء أن الحياة المهنية مفتوحة أمامهن.
وفي عام 1876، ساعدت سافري على جمع الأموال لبناء أول مستشفى عام في دي موين. كانت من بين العديد من نساء القرن التاسع عشر اللاتي لعبن دورًا أساسيًا في إنشاء ودعم المكتبات والمستشفيات لمجتمعاتهن.